# 王瑊
王瑊（？—1636年），號昆璧，湖广德安府應城縣官籍。

## 生平
万历三十七年（1609年）己酉科湖廣鄉試舉人，四十一年（1613年）癸丑科進士，吏部觀政，四十三年授户部主事，四十五年差管银库，四十七年迁廣東司员外郎，本年出知开封府，性侃直，遇事无所避，莅任三载，剔奸釐弊，天啓二年二月举卓异，赐宴于礼部。寻升河南副使、分守大梁道，省城有恶少结党害人，为患甚剧，公廉得其状，寘之极法，不少宽假，奸党一清，阖省安堵。三年二月升山东右参政、霸州兵备道，寻改河南，仍管大梁道，四年升浙江按察使，五年四月升都察院右佥都御史、巡抚贵州兼督理湖北湖南川东等处地方军务，继王三善围剿奢安之乱，七年二月升南京户部右侍郎总督粮储，五月改本部左侍郎。崇祯元年以阉党被议，三月自请免职。崇祯九年，张献忠破应城，率家人堵御，力不支被杀。

## 家族
曾祖王瓚，增生。祖王輔，庠生。父王天叙，歷贈中宪大夫開封知府。